# One Less Lonely Girl
One Less Lonely Girl (pol. Jedna Mniej Samotna Dziewczyna) – drugi singel kanadyjskiego piosenkarza Justina Biebera, pochodzący z jego pierwszego minialbumu My World. Jego producentem jest Ezekiel Lewis, Balewa Muhammad, Sean Hamilton i Hyuk Shin. Piosenkę wydano 6 października 2009.
Piosenka została dobrze przyjęta przez krytyków którzy porównują ją do stylu ballad śpiewanych przez Chrisa Browna („With You”) i Beyoncé („Irreplaceable”). Odniosła komercyjny sukces w Stanach Zjednoczonych i Kanadzie. W Niemczech znalazła się w pierwszej trzydziestce, tak jak w Austrii, Australii i Wielkiej Brytanii. Teledysk pokazuje Biebera w pralni, przypatrowującego się pewnej dziewczynie która mu się podoba. Bieber wykonywał piosenkę w wielu występach na żywo m.in. w trasie koncertowej Taylor Swift Fearless Tour, w programach telewizyjnych Next Star i Dick Clark's New Year's Rockin' Eve with Ryan Seacrest. Singel zdobył status złota w Stanach Zjednoczonych.